# Liste der Erzbischöfe von Chieti
Die folgenden Personen waren Bischöfe und Erzbischöfe von Chieti (Italien):
- Quinto (499)
- Barbato (594)
- Teodorico I. (840)
- Lupo I. (844)
- Petrus I. (853)
- Teodorico II. (880)
- Atinolfo (904)
- Rimo (962)
- Liudino (965)
- Lupo II. (1008)
- Arnolfo (1049)
- Attone I. (1056–1073)
- Celso (1073–1078)
- Rainolfo (1085–1105)
- Ruggero
- Guglielmo I. (1107–1117)
- Andreas I. (1118)
- Gerardo (1118–1125)
- Attone II. (1125–1137)
- Rustico (1137–1140)
- Alanno (1140–1150)
- Andreas II. (1150–1190)
- Petrus II. (1191)
- Bartolomeo (1192–1227)
- Rainaldo (1228–1234)
- Gregorio di Poli (1234–1251)
- Landolfo Caracciolo (1252–1253)
- Alessandro di Capua (1253–1262)
- Nicola da Fossa O.Cist. (1262–1282)
- Tommaso (1282–1294)
- Guglielmo II. (1292–1293) ?
- Rainaldo, O.P. (1295–1303)
- Mattia (1303)
- Pietro III. (1303–1320)
- Raimondo de Mausaco O.Min. (1324–1326)
- Giovanni Crispano de Rocca (1326–1336)
- Pietro Ferri (1336)
- Beltramino Paravicini (1336–1339)
- Guglielmo III. Capoferro (1340–1352)
- Bartolomeo Papazzurri O.P. (1353–1362)
- Vitale da Bologna O.S.M. (1363–1373)
- Eleazario da Sabrano (1373–1378)
- Giovanni de Comina (1378–1396)
- Guglielmo Kardinal Carbone (1396–1418)
- Nicola Viviani (1419–1428)
- Marino de Tocco (1429–1438)
- Giovanni Battista della Buona (1438–1445)
- Colantonio Valignani (1445–1488)
- Alfonso d’Aragona (1488–1497)
- Giacomo Bacio Terracina (1497–1499)
- Oliviero Kardinal Carafa (1499–1501) (Apostolischer Administrator)
- Gian Pietro Kardinal Carafa (1505–1518) (auch Erzbischof von Brindisi)
- Gian Pietro Carafa (1518–1524) (Apostolischer Administrator)
- Felice Trofino (1524–1527) (ab 1526 erster Erzbischof)
- Guido de’ Medici (1528–1537)
- Gian Pietro Carafa (1537–1549) (auch Erzbischof von Neapel)
- Bernardino Kardinal Maffei (1549–1553)
- Marcantonio Kardinal Maffei (1553–1568)
- Giovanni Oliva (1568–1577)
- Girolamo Leoni (1577–1578)
- Cesare Busdrago (1578–1585)
- Giovanni Battista Kardinal Castrucci (1585–1591)
- Orazio Sanminiato (1591–1592)
- Matteo Sanminiato (1592–1607)
- Anselmo Kardinal Marzato O.F.M.Cap. (24. Februar – 17. August 1607)
- Orazio Kardinal Maffei (1607–1609)
- Volpiano Volpi (1609–1615)
- Paolo Tolosa C.R. (1616–1618)
- Marsilio Peruzzi (1618–1631)
- Antonio Kardinal Santacroce (1631–1636) (auch Erzbischof von Urbino)
- Stefano Sauli (1636–1649)
- Vincenzo Rabatta (1649–1654)
- Angelo Maria Ciria O.S.M. (1654–1656)
- Modesto Gavazzi O.F.M.Conv. (1657)
- Niccolò Kardinal Radulovich (1659–1702)
- Vincenzo Capece (1703–1722)
- Filippo Valignani O.P. (1722–1737)
- Michele Palma (1737–1755)
- Nicola Sanchez De Luna (1755–1764) (auch Bischof von Nola)
- Francesco Brancia (1765–1770)
- Luigi del Giudice O.S.B.Coel. (1770–1792)
- Andrea Mirelli O.S.B.Coel. (1792–1795)
- Francesco Saverio Bassi O.S.B.Coel. (1796–1821)
- Carlo Maria Cernelli (1822–1838)
- Giosuè Maria Saggese C.SS.R. (1838–1852)
- Michele Manzo (1852–1856)
- Luigi Maria de Marinis (1856–1877)
- Fulco Luigi Kardinal Ruffo-Scilla (1877–1887)
- Rocco Cocchia O.F.M. Cap. (1887–1901)
- Gennaro Costagliola C.M. (1901–1919)
- Nicola Monterisi (1919–1929) (auch Erzbischof von Salerno)
- Giuseppe Venturi (1931–1947)
- Giovanni Battista Bosio (1948–1967)
- Loris Francesco Capovilla (1967–1971)
- Vincenzo Fagiolo (1971–1984)
- Antonio Valentini (1984–1993)
- Edoardo Menichelli (1994–2004) (auch Erzbischof von Ancona-Osimo)
- Bruno Forte (seit 2004)